# Carl von Elern
Carl August Dietrich von Elern (né le 24 mars 1841 à Krotoschin et mort le 27 octobre 1912 à Bandels, arrondissement de Preußisch Eylau (de)) est propriétaire de manoir, administrateur d'arrondissement et député du Reichstag.

## Origine
Ses parents sont le colonel Eduard Wilhelm Dietrich von Elern (né le 26 septembre 1801 et mort le 23 février 1879) et sa seconde épouse Luise von Kozynski.

## Biographie
Elern suit des cours particuliers et étudie au lycée de Glogau et les écoles de cadets de Bensberg et de Berlin. Il s'engage ensuite dans l'armée prussienne, participe à la guerre austro-prussienne en 1866 et à la guerre contre la France en 1870/71. Plus récemment, il sert en tant que commandant du 3e régiment d'artillerie de campagne en 1883 et est utilisé comme colonel pour les dispositions prises.
À partir de 1883, il dirige son manoir de Bandels dans l'arrondissement de Preußisch Eylau (de). Depuis 1889, il est à l'assemblée de l'arrondissement, en 1891 député de l'arrondissement et de 1893 à 1896 député de la Chambre des représentants de Prusse en représentant la 4e circonscription de Königsberg (Heiligenbeil-Preußisch Eylau). Entre 1896 et 1901, il est administrateur de l'arrondissement de Preußisch Eylau. Il est récipiendaire de l'Ordre de l'Aigle rouge de 3e classe avec des épées, l'Ordre de la Couronne de 3e classe de la Croix de fer de 2e classe, la croix de chevalier de l'ordre royal de Hohenzollern et un certain nombre de croix de commandant étrangères.
De 1903 à 1912, il est député du Reichstag pour la 5e circonscription de Königsberg (Heiligenbeil-Preußisch Eylau) avec le Parti conservateur allemand.
Il se marie le 5 novembre 1867 Hélène von König (née le 2 mai 1843), fille du Conseil du Trésor hanovrien Friedrich Wilhelm von König. Le couple a deux enfants, Kraft Eduard Erich Götz von Elern (né le 21 mai 1869) et Max Felix Rudolf Alfred von Elern (né le 11 mars 1876).